# Ампо (блюдо)
А́мпо (индон. Ampo) — блюдо, приготавливаемое из почвы, употребляемое в пищу жителями некоторых местностей Центральной и Восточной Явы.

## Приготовление
Для приготовления блюда используется почва, собранная на рисовых полях и очищенная от камней и прочих посторонних предметов. Собранную твёрдую массу бьют палками, после чего при помощи бамбукового ножа срезают тонкие полоски продукта и закручивают их в длинные спирали. Полученные земляные роллы запекаются и коптятся в глиняных горшках в течение 30—90 минут. После прохождения тепловой обработки блюдо можно употреблять в пищу.
Приготовление ампо — семейный бизнес одной из семей индонезийской деревни Табан. Продажей этого блюда на местном рынке семья зарабатывает около 2 долларов в день. Со слов местной жительницы Расимы, которая готовит это блюдо, его вкус напрямую зависит от качества используемой почвы.

## Применение в медицине
Официальных подтверждений пользы или вреда ампо нет. Однако местные жители используют его в качестве болеутоляющего средства. Ампо употребляют даже беременные женщины, поскольку жители Табана считают, что блюдо оказывает благотворное влияние на кожу младенца и позволяет сделать её здоровой и сияющей.
С научной точки зрения потребность употребления земли в пищу может быть связана с анемией и недостаточно хорошим питанием. Также это может быть обусловлено проблемами в желудочно-кишечном тракте.